# Michael Martinek
Michael Martinek (* 5. Oktober 1950 in Büderich, heute zu Meerbusch) ist ein deutscher Rechtswissenschaftler und ehemaliger Universitätsprofessor. Er war von 1986 bis 2019 Inhaber des Lehrstuhls für Bürgerliches Recht, Handels- und Wirtschaftsrecht, Rechtsvergleichung und Internationales Privatrecht an der Universität des Saarlandes; seit 2019 ist er als Rechtsanwalt und Schiedsrichter im deutschen und internationalen Wirtschaftsrecht tätig.

## Leben
Martinek wurde als Sohn eines Speditionskaufmanns geboren und wuchs mit seiner Schwester bei den Eltern zunächst in Oberkassel und später in Osterath auf. Nach dem Besuch der Osterather Volksschule wechselte er 1961 auf das Comenius-Gymnasium Düsseldorf, wo er im Frühjahr 1969 das humanistische Abitur ablegte. Im Anschluss daran absolvierte Martinek im Betrieb des Vaters eine Lehre als Speditionskaufmann, die er im Sommer 1971 als Kaufmannsgehilfe der Fachrichtung Internationale Spedition abschloss. Während der zweijährigen Lehrzeit hielt er sich in London, Birmingham, Paris und Mailand auf und studierte ein Semester lang Philosophie und Geschichte an der University of London. 1971 begann er an der Freien Universität Berlin ein Studium der Rechtswissenschaften und der antiken Philosophie; Letzteres brach Martinek nach sechs Semestern ab, sodass er sich stärker auf sein Jurastudium konzentrieren konnte. Nach neun Semestern legte er 1976 in Berlin die erste juristische Staatsprüfung ab.
Im Januar 1978 wurde Martinek an der Freien Universität Berlin zum Dr. iur. promoviert, seine von Dieter Reuter angeregte und betreute Dissertation „Repräsentantenhaftung. Die Organhaftung nach § 31 BGB als allgemeines Prinzip der Haftung von Personenverbänden für ihre Repräsentanten – Ein Beitrag zum System der Verschuldenszurechnung“ wurde mit summa cum laude bewertet. Das zweite juristische Staatsexamen bestand er im Dezember 1979 in Hamburg nach Ableistung des Referendariats einschließlich der Wahlstation am Hanseatischen Oberlandesgericht. Während des Referendariats absolvierte Martinek zwei vom Deutschen Akademischen Austauschdienst geförderte Aufenthalte am Londoner British Institute of International and Comparative Law sowie ein Studiensemester an der Hochschule für Verwaltungswissenschaften Speyer. In Speyer wurde Martinek im August 1981 mit der von Klaus König betreuten und mit magna cum laude bewerteten Dissertation „Die Verwaltung der deutschen Entwicklungshilfe und ihr Integrationsdefizit. Eine verwaltungswissenschaftliche Struktur- und Funktionsanalyse“ zum Dr. rer. publ. promoviert. Durch sein Studium an der New York University mit Schwerpunkt auf Körperschaften, Wettbewerbsrecht und dem Internationalen Privatrecht in den Jahren 1981 bis 1982 erwarb er den Master of Comparative Jurisprudence (M.C.J.) und arbeitete zugleich unter Thomas M. Franck als Affiliate am Ausbildungs- und Forschungsinstitut der Vereinten Nationen (UNITAR). Martinek war ab Beginn des Jahres 1981 mit Unterbrechung während seines Aufenthaltes in den Vereinigten Staaten als beamteter Hochschulassistent am Lehrstuhl seines Doktorvaters Dieter Reuter zunächst an der Eberhard Karls Universität Tübingen und ab 1985 an der Christian-Albrechts-Universität zu Kiel tätig. Nach der Habilitation bei seinem akademischen Lehrer mit der Schrift „Franchising – Grundlagen der zivil- und wettbewerbsrechtlichen Behandlung der vertikalen Gruppenkooperation beim Absatz von Waren und Dienstleistungen“ wurde Martinek am 5. März 1986 die Lehrberechtigung für das Bürgerliche Recht, Handels- und Wirtschaftsrecht, Rechtsvergleichung und das Internationale Privatrecht verliehen.
Für die Dauer des Sommersemesters 1986 übernahm Martinek als Privatdozent an der Westfälischen Wilhelms-Universität Münster eine Lehrstuhlvertretung im Bereich des Kartellrechts und gewerblichen Rechtsschutzes. Zum Wintersemester 1986/87 nahm er einen Ruf an die Universität des Saarlandes auf den Lehrstuhl für Bürgerliches Recht, Handels- und Wirtschaftsrecht, Rechtsvergleichung und Internationales Privatrecht an. Zugunsten verbesserter Bedingungen in Saarbrücken lehnte Martinek Rufe an die Universitäten Erlangen-Nürnberg (1990) und Freiburg im Breisgau (1993) ab. Der Hochschullehrer war außerdem seit 1991 als Nachfolger von Günther Jahr Direktor des Instituts für Europäisches Recht an der Universität des Saarlandes, zwischen 1995 und 1999 gemeinsam mit Filippo Ranieri und seit 2008 als Co-Direktor mit Tiziana Chiusi.
Seit 1989 hat Martinek über 150 Promotionen und acht Habilitationen betreut, zu seinen Schülern zählen unter anderem die Lehrstuhlinhaber Jürgen Oechsler, Stefan Habermeier, Andreas Bergmann, Sebastian Omlor, der georgische Politiker Schalwa Papuaschwili, und Chen Weizuo. Im April 2024 haben über 60 georgische Wissenschaftler und Vertreter der Zivilgesellschaft Michael Martinek zu einer öffentlichen Stellungnahme gegen „die repressive Politik und die antieuropäische Rhetorik“ seines ehemaligen Doktoranden Schalwa Papuaschwili aufgefordert.
Die University of Warwick ernannte den Rechtswissenschafter 1998 zum Senior Visiting Fellow. Nach mehreren Gastprofessuren an der University of Johannesburg wurde Martinek dort im März 2006 zum Honorary Professor of Law und 2015 zum Distinguished Visiting Professor ernannt. Zudem ist als Honorarprofessor an der Zhongnan University of Economics and Law (ZUEL) in Wuhan, China, tätig. Im Bürgerlichen Recht hat er sich 25 Jahre lang (bis 2014) als Autor und Redaktor des BGB-Großkommentars Staudinger engagiert.
Martineks Forschungsschwerpunkte lagen im deutschen und europäischen Handels- und Wirtschaftsrecht, dort insbesondere bei den Modernen Vertragstypen sowie im Vertriebs- und Bankrecht. In den letzten Jahren wendete er sich verstärkt der Schiedsgerichtsbarkeit in internationalen Wirtschaftssachen zu.
Martinek ist seit 1985 verheiratet und hat zwei Töchter, Madeleine Monalisa Martinek und Monique Marylou Martinek, die beide als internationale Juristinnen tätig sind. Seine freie Zeit widmet er der Musik, insbesondere der Jazzmusik sowie der Imkerei.
Mit Ende des Wintersemesters 2018/2019 trat er in den Ruhestand ein. Zu seinem 70. Geburtstag sind die von Sebastian Omlor herausgegebene Festschrift "Weltbürgerliches Recht" (C.H. Beck, München 2020) und das von Michael Anton herausgegebene "Liber Discipulorum" (juris-Verlag, Saarbrücken 2021) erschienen.

## Ehrungen und Auszeichnungen
In den Jahren 2002 bis 2021 wurden Martinek die Ehrendoktorwürden von der Zhongnan University of Economics and Law im chinesischen Wuhan und den Universitäten Lille II (Frankreich), Craiova (Rumänien), Warschau (Polen) und Tbilisi (Georgien) zuteil.

## Werke (Auswahl)
- Repräsentantenhaftung. Die Organhaftung nach § 31 BGB als allgemeines Prinzip der Haftung von Personenverbänden für ihre Repräsentanten – Ein Beitrag zum System der Verschuldenszurechnung. (= Schriften zum Bürgerlichen Recht, Band 53). Duncker & Humblot, Berlin 1979, ISBN 3-428-04420-7 (252 Seiten).
- Die Verwaltung der deutschen Entwicklungshilfe und ihr Integrationsdefizit. Eine verwaltungswissenschaftliche Struktur- und Funktionsanalyse. Bock + Herchen Verlag, Bad Honnef 1981, ISBN 3-88347-080-5 (502 Seiten).
- Ungerechtfertigte Bereicherung (zus. mit Dieter Reuter). Mohr, Tübingen 1983, ISBN 3-16-644711-3.
- Das internationale Kartellprivatrecht. Verlag Recht u. Wirtschaft, Heidelberg 1987, ISBN 3-8005-6782-2.
- Franchising. v. Decker, Heidelberg 1987, ISBN 3-7685-3486-3.
- Zulieferverträge und Qualitätssicherung. Verl. Kommunikationsforum Recht, Wirtschaft, Steuern, Köln 1991, ISBN 3-8145-0229-9.
- Moderne Vertragstypen Band I: Leasing und Factoring. Verlag C. H. Beck, München 1991, ISBN 3-406-35022-4.
- Moderne Vertragstypen Band II: Franchising, Know-how-Verträge, Management- und Consultingverträge. Verlag C. H. Beck, München 1992, ISBN 3-406-35507-2.
- Aktuelle Fragen des Vertriebsrechts. Verl. Kommunikationsforum Recht, Wirtschaft, Steuern, Köln 1992, ISBN 3-8145-1189-1.
- Moderne Vertragtypen Band III: Computerverträge, Kreditkartenverträge sowie sonstige moderne Vertragstypen. Verlag C. H. Beck, München 1993, ISBN 3-406-37561-8.
- Die EG-kartellrechtliche Stellung der deutschen Versicherungsvermittler (zus. mit Jürgen Oechsler). Verl. Versicherungswirtschaft, Karlsruhe 1993, ISBN 3-88487-361-X.
- Die Zurechnung von Zuschaueranteilen nach §§ 25 ff. des Rundfunkstaatsvertrags 1996 anläßlich der Lizenzanträge der Premiere-Medien-GmbH-&-Co-KG auf Zulassung zur bundesweiten Veranstaltung von digitalen Pay-TV-Programmangeboten. Jehle Rehm, Berlin 1998, ISBN 3-8073-1483-0.
- GmbH-Recht in der Praxis. Verl. für die Rechts- und Anwaltspraxis, Herne/Berlin 2000, ISBN 3-89655-039-X.
- Mediaagenturen und Medienrabatte – Medienrabatte zwischen Weiterleitungspflicht und Kommerzialisierbarkeit im Strukturwandel der Mediaagenturen zu Media-Handelsunternehmen. Verlag C. H. Beck, München 2008, ISBN 978-3-406-57685-0.
- Handels-, Gesellschafts- und Wertpapierrecht (zus. mit Andreas Bergmann). Müller, Heidelberg 2008, ISBN 978-3-8114-3454-7.
- Handbuch des Leasingrechts (zus. mit Markus Stoffels und Susanne Wimmer-Leonhardt). Verlag C. H. Beck, München 2008, ISBN  978-3-406-56398-0.
- Handbuch des Vertriebsrechts (zus. mit Franz-Jörg Semler und Eckhard Flohr). Verlag C. H. Beck, 4. Auflage, München 2016, ISBN 978-3-406-64261-6.
- Formularsammlung Vertriebsrecht (zus. mit Franz-Jörg Semler und Eckhard Flohr). Verlag C. H. Beck, 4. Auflage, München 2021, ISBN 978-3-406-71950-9
- Grundlagenfälle zum BGB für Anfänger (zus. mit Sebastian Omlor). Verlag C. H. Beck, 4. Auflage, München 2021, ISBN 978-3-406-77202-3.
- Grundlagenfälle zum BGB für Fortgeschrittene (zus. mit Sebastian Omlor). Verlag C. H. Beck, 4. Auflage, München 2021, ISBN 978-3-406-77235-1.
- Grundlagenfälle zum BGB für Examenskandidaten (zus. mit Sebastian Omlor). Verlag C. H. Beck, München 2022, ISBN 978-3-406-71442-9.
- Zeitschrift für Vertriebsrecht. Verlag C. H. Beck, München, Mitherausgeber.
- Handbuch des Bankrechts (zus. mit Sebastian Omlor). Verlag C. H. Beck, München 2016; darin: Kommentierung des Kreditkartengeschäfts, des Factoring, Leasing, Forfaiting sowie der Poolverträge.
- Juris-Praxiskommentar zum BGB. Juris-Verlag, Saarbrücken, Mitherausgeber.